# Dejan Komljenović
Dejan Komljenović, slovenski nogometaš, * 24. maj 1984, Velenje.
Komljenović je nekdanji profesionalni nogometaš, ki je igral na položaju vezista. V svoji karieri je igral za slovenske klube Rudar Velenje, Maribor, Nafto Lendava in Stojnci, avstrijske SC Ritzing, Groß St Florian in Union Sturm Klöch, grško Kastorio, bolgarski Lokomotiv Plovdiv in hrvaški Varaždin. Skupno je v prvi slovenski ligi odigral 51 tekem in dosegel šest golov. Bil je tudi član slovenske reprezentance do 17, 20 in 21 let.